# Parque Municipal Gentil Diniz
O Parque Municipal Gentil Diniz é um parque Ecológico localizado no município brasileiro de Contagem, no estado de Minas Gerais, com aproximadamente 24.000 metros quadrados. A maior parte do parque é coberta por vegetação característica do cerrado.
Localizado no centro da cidade, o parque contém um antigo casarão colonial do século XIX, outrora propriedade da família Diniz, que passou a fazer parte do patrimônio da cidade no primeiro mandato do então prefeito Ademir Lucas. É uma das poucas áreas verdes ainda existentes no centro histórico de Contagem, com vasto pomar de frutas nativas. Destacam-se as mais de 100 jabuticabeiras, árvore-símbolo da cidade, mangueiras, mognos, corticeiras e pau-jacarés. O parque é visitado por micos, caxinguelês, sabiás, bem-te-vis e outros. Encontram-se ainda no parque um anfiteatro, um trecho de estrada feito por escravos no século XVIII, duas nascentes e uma horta de plantas medicinais.